# Patriarchat von Aquileia

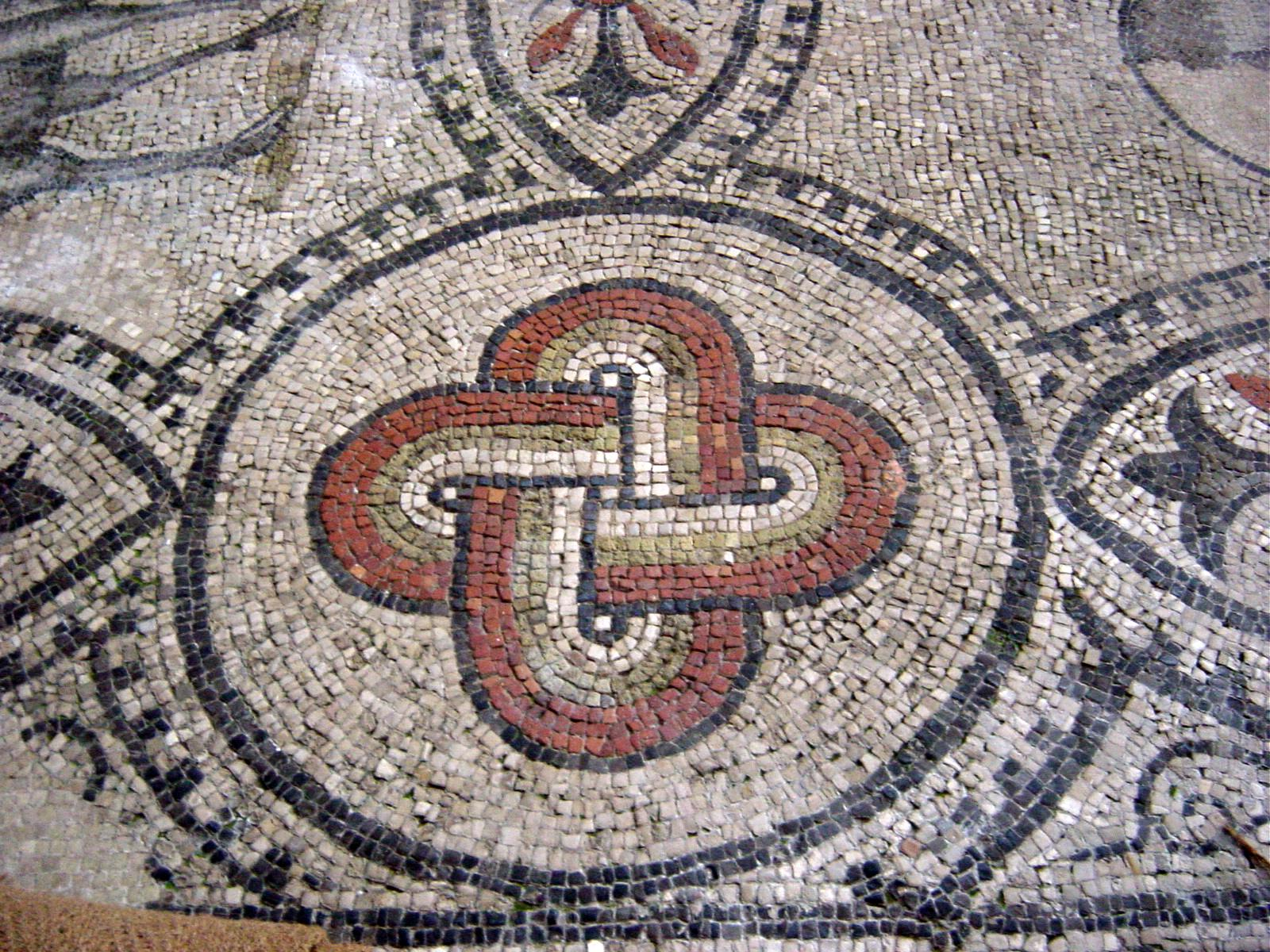
Detail des Mosaikbodens der Basilika des Patriarchats Aquileia

Das Patriarchat von Aquileia, auch als Patriarchat vom Friaul bezeichnet, war ein kirchlicher Staat und eine Erzdiözese der katholischen Kirche, die hauptsächlich auf dem Gebiet der heutigen italienischen Region Friaul lag.

## Geschichte
Das Christentum kam relativ früh nach Aquileia. Der Legende nach soll der Evangelist Markus im Auftrag des Petrus hier den neuen Glauben verkündet haben. Das ist insofern von Bedeutung, als Patriarchensitze sich stets auf Apostelgründungen berufen. Markus soll es auch gewesen sein, der als ersten Bischof Hermagoras einsetzte. Hermagoras wiederum soll in der Christenverfolgung des Nero das Martyrium erlitten haben. Der erste tatsächlich belegte Bischof von Aquileia ist Hilarius von Aquileia, der im Jahr 285 als Märtyrer starb.

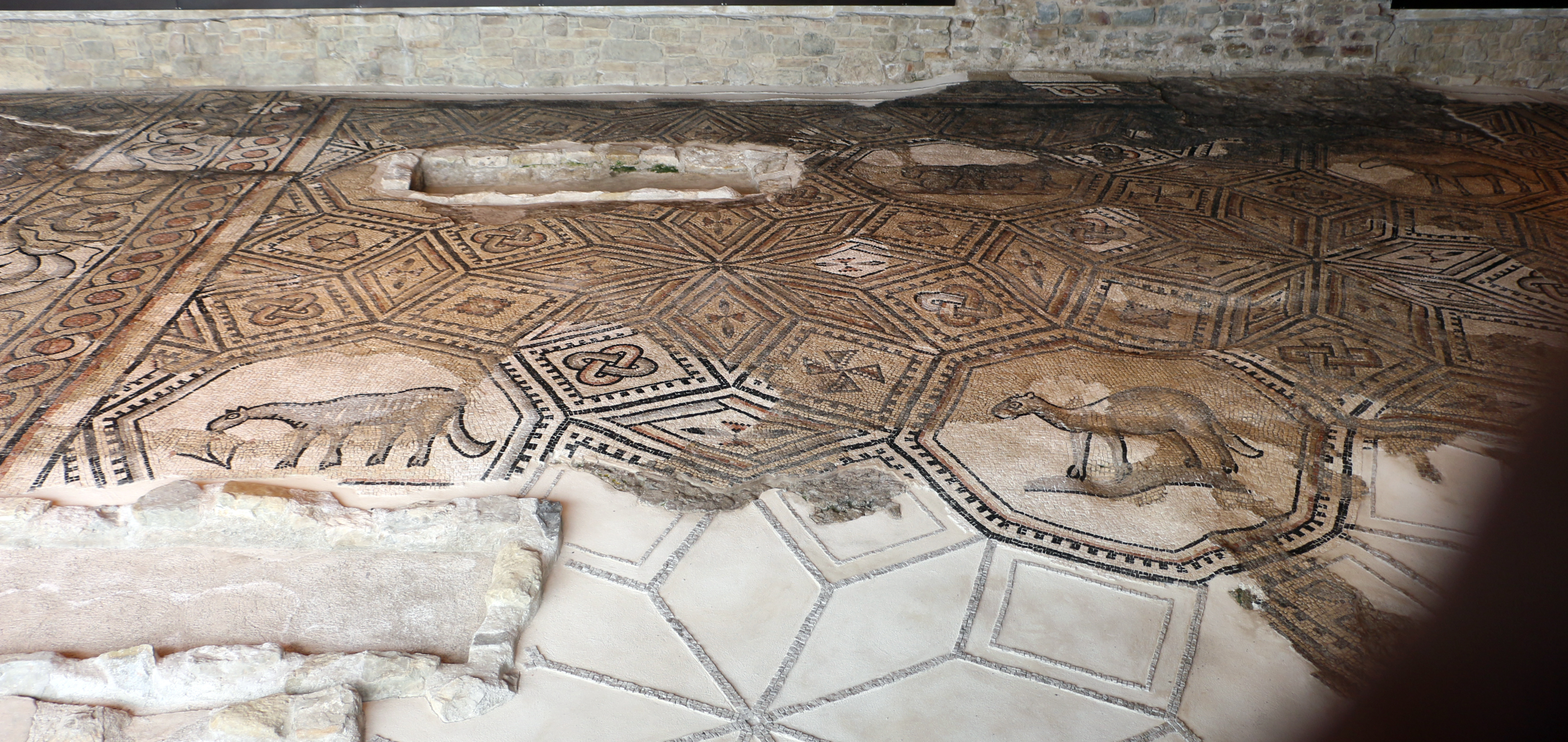
Fragmente eines spätantiken Mosaiks am Boden des Taufbades in der Basilika von Aquileia

Von Aquileia aus erfolgte die Missionierung von Noricum, dem der Großteil des heutigen Österreich angehörte. Auf der Synode von Serdica im Jahr 343 nahmen nachweislich die Bischöfe von Aguntum (bei Lienz), Lauriacum (Lorch), Teurnia (bei Spittal an der Drau) und Virunum (bei Klagenfurt), wohl alle Suffragane von Aquileia, teil. Am 3. September 381 trafen sich 32 Bischöfe des Römischen Reichs unter der Leitung Valerians in Aquileia zu einer Synode. In den Wirren der Völkerwanderung erhielt Aquileia Metropolitanrechte über die Bischöfe Venetiens, Istriens, des westlichen Illyrien, beider Noricum und über die Raetia secunda. Im Zuge des sogenannten Dreikapitelstreites 567 nahmen die Bischöfe von Aquileia den Titel Patriarchen an und trennten sich von Rom.

Das Patriarchat um 1250

Als die Langobarden 568 ins Friaul kamen, flüchtete Patriarch Paulus nach Grado. 606 oder 607 suchte Patriarch Candidianus, der in Grado residierte, wieder die Gemeinschaft mit Rom. Sein in Aquileia verbliebenes Domkapitel schloss sich diesem Vorhaben nicht an und wählte Johannes zum Patriarchen. Beim Konzil von Pavia 698 wurde der Dreikapitelstreit endgültig beigelegt und auch Aquileia kehrte in die Gemeinschaft mit Rom zurück. Dennoch blieben zwei Patriarchate bestehen, eines in Grado (Aquileia nova), das für die Lagune zuständig war und 1445 nach Venedig verlegt wurde, und eines in (Alt-)Aquileia. Tatsächlich residierten die Patriarchen von Aquileia nur sehr selten dort. Zunächst residierten sie in Cormòns. 737 übersiedelte Patriarch Callixtus nach Cividale del Friuli und von 1238 bis 1751 war dann Udine Residenz.

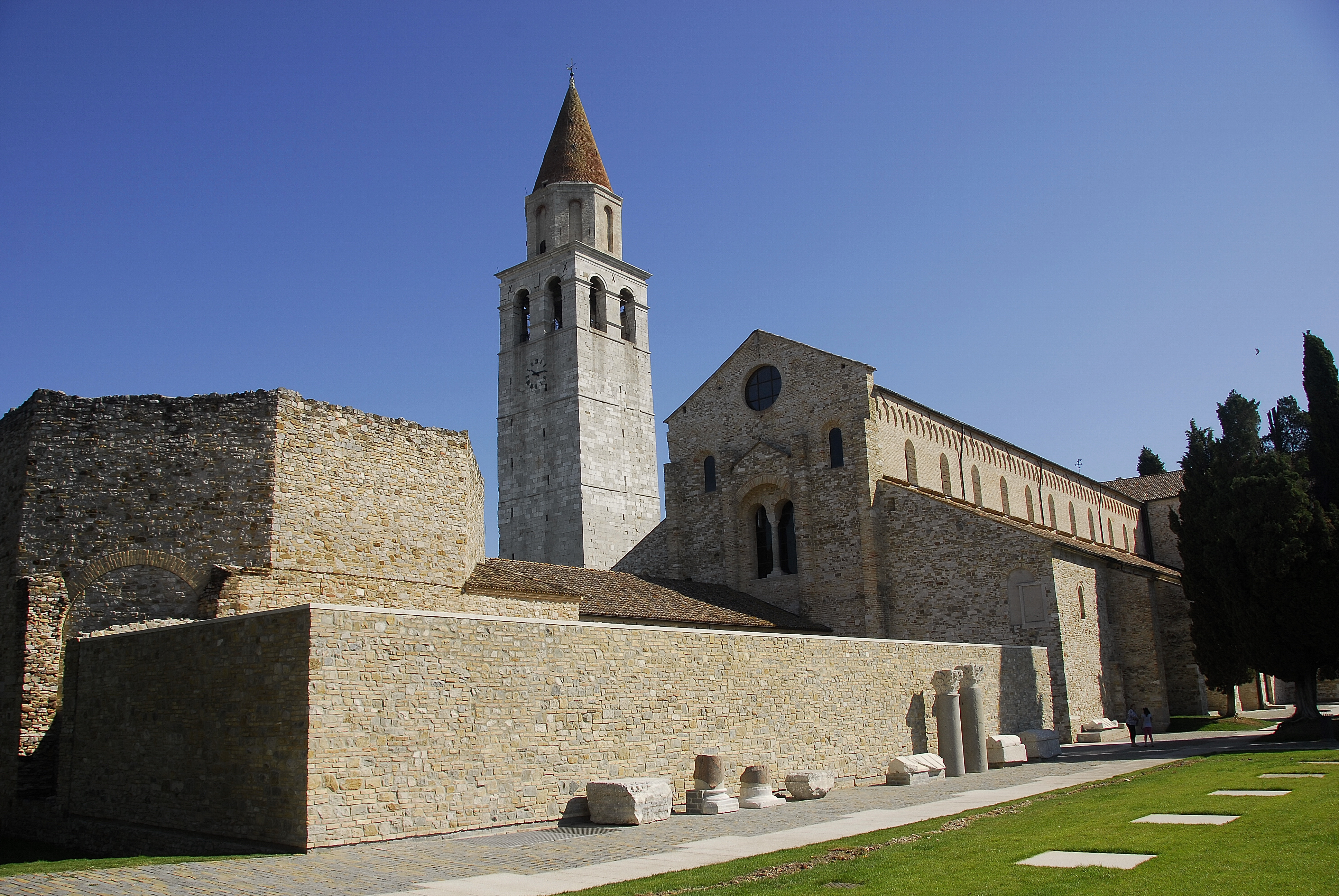
Ehemalige Patriarchalbasilika von Aquileia

Durch die Völkerwanderung gingen auch die Missionsgebiete im Alpenraum verloren. Mit Salzburg kam es durch dessen Rechristianisierung Karantaniens an der Wende des 8. zum 9. Jahrhundert zum Konflikt, da Aquileia auf seine älteren Rechte pochte. Karl der Große entschied 811 diesen Streit, indem er die Drau als Grenze der beiden Erzbistümer bestimmte. Bis zur Auflösung des Patriarchates 1751 hatte diese Bestand.
1077 erhielt Patriarch Sieghard Grafenrechte im Friaul; die Patriarchen wurden zu Reichsfürsten und Landesherren. Der Patriarchenstaat war jedoch nicht so ausgedehnt wie die Erzdiözese. Er reichte in etwa vom Tagliamento bis in das heutige italienisch-slowenische Grenzgebiet bzw. von der Adria bis an die Alpen.
1156 übersiedelte der Patriarch von Grado nach Venedig, 1451 endete dann das Patriarchat von Grado. Der Bischof von Venedig wurde stattdessen Patriarch. 1420 eroberte Venedig das Friaul, ein Prozess gegen Venedig vor dem Konzil von Basel blieb erfolglos. Damit endete die Selbständigkeit des Patriarchates von Aquileia. Es wurde im 15. Jahrhundert seiner weltlichen Souveränität entkleidet, der Patriarch zählte nun nicht mehr zu den Reichsfürsten, der erzbischöfliche Stuhl wurde zu einer Pfründe der Patrizier von Venedig.
Die kirchliche Gewalt des Patriarchen von Aquileia reichte, da einige der dazugehörigen Bistümer auf österreichischem Gebiet lagen, nach Österreich hinein, das 1544 auch Aquileia zu einer seiner Untertanenstädte machte. Die österreichischen Herrscher zwangen den Patriarchen, seinen Sitz ins venezianische Udine zu verlegen, konnten ihn aber nicht daran hindern, auch in den österreichischen Bistümern Visitationen vorzunehmen und im österreichischen Görz Synoden abzuhalten. 1575 setzte Österreich einen Erzdiakon für Görz durch und 1628 verbot Kaiser Ferdinand II. die Anerkennung des Patriarchen. Die römische Kurie folgte dem halbherzig nach, indem sie das Erzdiakonat von Görz mit weitgehender Autonomie ausstattete.
Der Patriarch von Aquileia war aber gleichwohl noch da, jedenfalls in Udine. Nach heftigem Druck von Kaiser Karl VI. und dessen Tochter Maria Theresia hob Papst Benedikt XIV. auf Vermittlung von Savoyen mit der Bulle Incuncta nobis vom 6. Juni 1751 Namen, Stift, Sitz und Gewalt des Patriarchen von Aquileia auf.
Österreich bekam Görz ganz unter seine Kontrolle, der venezianische Teil des Patriarchats wurde zur Erzdiözese Udine. So blieb als einziges das Patriarchat in Venedig. Der letzte Patriarch von Aquileia, Kardinal Daniele Dolfin (ein Venezianischer Nobile), wurde zum Erzbischof von Udine herabgestuft, durfte aber bis zum Ende seines Lebens den Titel Patriarch führen.

## Suffraganbistümer
Die Kirchenprovinz Aquileia bestand bis zur Teilung im 7. Jahrhundert aus dem Patriarchat und folgenden Suffragandiözesen:
- Bistum Aemona
- Bistum Belluno
- Bistum Capodistria
- Bistum Ceneda
- Bistum Como
- Bistum Concordia
- Bistum Feltre
- Bistum Iulium Carnicum
- Bistum Mantua
- Bistum Padua
- Bistum Parenzo
- Bistum Petina
- Bistum Pola
- Bistum Treviso
- Bistum Trient
- Bistum Triest
- Bistum Verona
- Bistum Vicenza

### Allgemeines
- Maurizio Buora: Aquileia. Il patriarcato, guida storica. Udine 1992 (gut lesbare Einführung).
- Aquileia e il suo patriarcato. Atti del Convegno Internazionale di Studio (Udine, 21–23 ottobre 1999) (Pubblicazioni della Deputazione di Storia Patria per il Friuli 29). Udine 2000.
- Giorgio Fedalto: Aquileia. Una chiesa, due patriarcati (Scrittori della chiesa di Aquileia 1). Roma/Gorizia 1999.
- Mario Mirabella Roberti (Hrsg.): Storia e arte del patriarcato di Aquileia. Atti della XXII Settimana di Studi Aquileiesi, 27 aprile – 2 maggio 1991 (Antichità altoadriatiche 38). Udine 1992.
- Gerhard Ernst (Hrsg.): Das Patriarchat Aquileia – Schnittpunkt der Kulturen (Schriftenreihe des Regensburger Osteuropainstituts 10). Regensburg 1983.

### Einzelne Zeiträume
- Anja Thaller: Frieden schließen – in Tat, Wort und Schrift. Die Friedensverträge zwischen dem Patriarchat Aquileia und seinen Nachbarn im Früh- und Hochmittelalter, in: Roman Czaja, Eduard Mühle, Andrzej Radziminski (Hrsg.): Konfliktbewältigung und Friedensstiftung im Mittelalter, Thorn 2012, S. 101–121. (academia.edu)
- Giuseppe Cuscito: Fede e politica ad Aquileia. Dibattito teologico e centri di potere (secoli IV–VI). Udine 1987.
- Klaus Gamber: Das Patriarchat Aquileja und die bairische Kirche (Studia patristica et liturgica 17). Regensburg 1987 (5. bis 8. Jahrhundert).
- Wilhelm Meyer: Die Spaltung des Patriarchats Aquileja. Berlin 1898; Nachdruck 1970 in: Abhandlungen der Gesellschaft der Wissenschaften zu Göttingen, Phil.-Hist. Klasse, N.F. 2,6 (7. Jahrhundert).
- Reinhard Härtel (Hrsg.): I patti con il patriarcato di Aquileia. 880–1255 (Pacta veneta 12). Rom 2005.
- Mario Mirabella Roberti (Hrsg.): Aquileia e le Venezie nell’alto Medioevo (Antichità altoadriatiche 32). Udine 1988 (9. bis 15. Jahrhundert).
- Heinrich Schmidinger: Patriarch und Landesherr. Die weltliche Herrschaft der Patriarchen von Aquileja bis zum Ende der Staufer. Graz/Köln 1954 (11.–13. Jahrhundert).
- Walter Göbel: Entstehung, Entwicklung und Rechtsstellung geistlicher Territorien im deutsch-italienischen Grenzraum, dargestellt am Beispiel Trients und Aquileias. Diss. Würzburg 1976 (11. bis 14. Jahrhundert).
- Giuseppe Marchetti-Longhi: Gregorio de Monte Longo. Primo patriarcha italiano di Aquileja (1251–1269). Rom 1965 (13. Jahrhundert).
- Marija Wakounig: Dalmatien und Friaul. Die Auseinandersetzungen zwischen Sigismund von Luxemburg und der Republik Venedig um die Vorherrschaft im adriatischen Raum (Dissertationen der Universität Wien 212). Wien 1990 (14. Jahrhundert).
- Joseph von Zahn (Hrsg.): Austro-Friulana. Sammlung von Actenstücken zur Geschichte des Conflictes Herzog Rudolfs IV. von Österreich mit dem Patriarchate von Aquileja. 1358–1365 (Fontes rerum Austriacarum, Abt. 2: Diplomataria et acta, Bd. 40). Wien 1877 (14. Jahrhundert).
- Vadim Prozorov: Ut primatum habeant: the early medieval church in Dalmatia and the Aquileian strategy, in: Early Medieval Europe 29 (2021), S. 305–330.